# Lingua slava ecclesiastica antica
Lo slavo ecclesiastico antico, chiamato anche paleoslavo, veteroslavo, staroslavo o antico bulgaro è una lingua slava meridionale letteraria, sviluppata nel IX secolo da due missionari bizantini, Cirillo e Metodio.
Non va confuso con il protoslavo, ricostruzione teorica della precedente lingua comune di tutti gli Slavi, non scritta e di conseguenza senza una letteratura.
Va distinto inoltre dalla lingua slava ecclesiastica più recente, versione in parte avvicinata alle lingue slave moderne.

## Storia
Cirillo e Metodio usarono la lingua per tradurre la Bibbia e altri testi dalla lingua greca e per i propri scritti. Lo slavo ecclesiastico antico ha giocato un ruolo basilare nella storia delle lingue slave, evolvendosi poi nella più moderna lingua slava ecclesiastica, che viene usata ancora oggi come lingua di liturgia da alcune chiese ortodosse e greco-cattoliche nell'Europa orientale.
La lingua venne standardizzata per la missione dei due "apostoli degli slavi", i fratelli Cirillo e Metodio, nella Grande Moravia nell'863 (si veda alfabeto glagolitico per maggiori dettagli). I due fratelli codificarono l'antico slavo ecclesiastico dal dialetto slavo meridionale parlato nelle vicinanze della loro città, Solun (Salonicco), nell'Impero bizantino.
Come parte della preparazione alla missione, i due crearono l'alfabeto glagolitico nell'862/863, e tradussero le più importanti preghiere e libri liturgici, incluso l'Apraktos Evangeliar (un evangeliario contenente i giorni festivi e letture domenicali), il Salterio, e gli Atti degli Apostoli (i vangeli vennero tradotti in precedenza ma non è chiaro se sia stata opera dei due missionari). La lingua e l'alfabeto vennero insegnati all'Accademia della Grande Moravia (Veľkomoravské učilište) e usati per i documenti governativi e religiosi e per i libri tra l'863 e l'885. I testi scritti durante questa fase contengono caratteristiche dei dialetti slavi moravi.
Studenti dei due apostoli, che vennero espulsi dalla Grande Moravia nell'886, portarono l'alfabeto glagolitico e l'antico slavo ecclesiastico nell'Impero bulgaro. Venne insegnato in due accademie, a Preslav (capitale dall'893 al 972) e ad Ocrida (capitale dal 976 al 1015) nell'Impero Bulgaro. L'alfabeto cirillico venne sviluppato poco dopo nell'accademia di Preslav e rimpiazzò quello glagolitico. I testi scritti durante questa fase contengono caratteristiche dei dialetti bulgari. Ci sono inoltre alcune differenze linguistiche tra i testi scritti nelle due accademie.
In seguito l'antico Bulgaro si diffuse negli altri territori slavi, meridionali e orientali, soprattutto in Croazia, Boemia, Polonia orientale e nei principati russi. I testi scritti in ogni paese contengono caratteristiche proprie dei dialetti slavi locali.
Più tardi, redazioni locali dell'antico slavo ecclesiastico vennero create per usi ecclesiastici ed amministrativi, e sono conosciute collettivamente come slavo ecclesiastico in macedone: црковнословенски јазик, crkovnoslovenski jazik; in bulgaro: църковнославянски език, cărkovnoslavjanski ezik; in russo: церковнославя́нский язы́к, cerkovnoslavjánskij jazýk), ma questi termini vengono spesso confusi. Lo slavo ecclesiastico mantenne uno status di prestigio particolarmente in Russia, per molti secoli; tra le popolazioni slave orientali aveva uno status analogo a quello del latino nell'Europa occidentale, ma aveva il vantaggio di essere sostanzialmente poco divergente dalle lingue vernacolari di ogni parrocchia. Alcune chiese ortodosse, come la Chiesa ortodossa russa, la Chiesa ortodossa bulgara e la Chiesa ortodossa serba, così come molte chiese di rito greco cattolico, usano ancora oggi lo slavo ecclesiastico nei loro servizi e canti.

### Basi ed influenze locali
Lo slavo ecclesiastico antico è caratterizzato da una quantità di manoscritti relativamente ristretta, scritta per la maggior parte nel tardo X e nel primo XI secolo. La lingua ha una base slava meridionale con un'aggiunta di caratteri slavi occidentali acquisiti durante la missione dei Santi Cirillo e Metodio nella Grande Moravia (863 - 885). I soli manoscritti ben preservati delle recensioni morave, i Fogli di Kiev sono caratterizzati dalla sostituzione di alcune caratteristiche fonetiche e lessicali slave meridionali con altre slave occidentali. I manoscritti del regno bulgaro medievale hanno, d'altra parte minori caratteristiche slave occidentali.
Lo slavo ecclesiastico antico è importante per i linguisti storici perché preserva caratteristiche arcaiche, che si crede fossero una volta comuni a tutte le lingue slave:
- suoni nasali delle vocali o ed e
- uso delle vocali brevi ь e ъ per le protoindoeuropee i ed u brevi
- articolazione aperta della vocale jat (Ѣ)
- [ň] e [ľ] per i protoslavi [nj], [nl]
- sistema di declinazione protoslavo basato sulle radici delle desinenze (ovvero radice in o, radice in jo, radice in a e radice in ja)
- tempi aoristo e imperfetto, paradigmi protoslavi per i participi

La natura slava meridionale della lingua è evidente dalle seguenti variazioni:
- fonetiche:
  - uso di [ra-], [la-] al posto dei proto-slavi [or̃-], [ol̃-]
  - uso di [s] al posto del proto-slavo [ch] prima del proto-slavo [åi]
  - uso di [cv-], [dzv-] al posto dei protoslavi [kv'-], [gv'-]
- morfosintattiche:
  - uso del caso dativo possessivo con i pronomi personali e sostantivi: рѫка ти; отъпꙋштенье грѣхомъ; costruzione del tempo futuro descrittivo usando il verbo хотѣти; uso della forma comparativa "мьнии" ("più piccolo") per indicare "più giovane"
  - uso dei pronomi dimostrativi suffisso (тъ, та, то). In bulgaro e macedone questi si sono sviluppati in articoli definiti suffisso

Alcune caratteristiche fonetiche dello slavo ecclesiastico antico sono tipiche solo del bulgaro:
- articolazione molto aperta della vocale jat (Ѣ); originariamente molto ben preservata nei dialetti bulgari dei monti Rodopi;
- riflessione protoslava di *tj ([t']) e *dj ([d']):

| Protoslavo | Slavo eccl. antico | Bulgaro | Ceco   | Macedone | Polacco | Russo | Slovacco | Sloveno | Croato |
| ---------- | ------------------ | ------- | ------ | -------- | ------- | ----- | -------- | ------- | ------ |
| *dj        | жд žd /ʒd/         | žd /ʒd/ | z /z/  | gj /gʲ/  | dz /ʣ/  | ž /ʒ/ | dz /ʣ/   | j /j/   | đ /dʑ/ |
| *tj        | щ št /ʃt/          | št /ʃt/ | ts /ʦ/ | kj /kʲ/  | ts /ʦ/  | č /ʧ/ | ts /ʦ/   | č /ʧ/   | ć /tɕ/ |
| *gt/kt     | щ št /ʃt/          | št /ʃt/ | ts /ʦ/ | kj /kʲ/  | ts /ʦ/  | č /ʧ/ | ts /ʦ/   | č /ʧ/   | ć /tɕ/ |

## Sistema di scrittura
Inizialmente lo slavo ecclesiastico antico veniva scritto con l'alfabeto glagolitico, ma venne più tardi rimpiazzato dall'alfabeto cirillico arcaico, nato come estensione dell'alfabeto greco. Questo è visibile soprattutto dal mantenimento di molti caratteri greci senza equivalente fonema slavo, cioè ф, ѡ, ѯ, ѱ, ѳ, ѵ/ѷ, il numerale ҁ e l'uso di ꙋ, ossia della legatura omicron-ipsilon, per indicare il suono /u/.
Va ricordato che, nella scrittura in cirillico, oltre alle varie variazioni, vi sono anche le seguenti regole:
- Le lettere ъ, ꙑ non possono esistere foneticamente dopo una post-alveolare (ш, щ, ч, ж, ц, ѕ, жд/ꙉ) e quindi vengono sostituite da ь, и;
- Le lettere iotizzate, ꙗ, ѥ, ѩ, ѭ, vanno scritte senza iota dopo una post-alveolare. La lettera ю rimane ammessa, ma è possibile sostituirla con ꙋ comunque;
- La ѣ iotizzata viene scritta ꙗ.

### Recensioni

#### Recensioni bulgare
Molti centri letterari operavano nell'Impero bulgaro, concentrati intorno alle due accademie principali a Ohrid e Preslav. Ciò portò all'apparizione di molte recensioni bulgare nel periodo dal IX all'XI secolo. Così:
- sia l'alfabeto glagolitico sia il cirillico vennero usati contemporaneamente
- in qualche documento le originali vocali corte [ъ] e [ь] si fusero e solo una delle lettere venne usata per rappresentare entrambe
- nelle recensioni bulgare occidentali [ъ] venne sostituita qualche volta con [o]
- nelle recensioni bulgare orientali le originali (rь, lь) vennero qualche volta scambiate con le discendenti ьr, ьl o veniva usata una combinazione di entrambe
- le originali [ы] e [ъі] si fusero nell'unica [ы]
- a volte l'uso della lettera 's' (dz) viene unificato con quello della lettera 'з' (z)
- le forme verbali naricają, naricaješi vennero sostituite o alternate con naričą, naričeši
- uso di parole con origini protobulgare (ovvero dalla famiglia delle lingue altaiche) come кумиръ, капище, чрьтогъ, блъванъ, ecc.

#### Recensioni morave
Mentre nei Frammenti di Praga la sola influenza morava è la sostituzione di [št] con [c] e di [žd] con [z], la recensione evidenziata dai Fogli di Kiev è caratterizzata dalle seguenti caratteristiche:
- la confusione tra le lettere grande jus (Ѫ) e uk (ѹ) accade una volta nei Fogli di Kiev, quando la forma attesa въсѹдъ viene scritta въсѫдъ
- uso di [c] per il protoslavo *tj, uso di [dz] per il protoslavo *dj, uso di šč per il protoslavo *skj
- uso delle parole mьša, cirky, papežь, prěfacija, klepati, piskati ecc.
- si preserva l'uso del gruppo dl (e.g. modlitvami)
- uso della desinenza -ъmь invece di -omь al caso strumentale maschile soggetto, uso del pronome čьso

### Tarde recensioni (slavo ecclesiastico)
Gli usi tardi della lingua in un buon numero di stati slavi medievali comportò l'aggiustamento dello slavo ecclesiastico antico ai vernacoli locali, nonostante una buona parte delle caratteristiche slave meridionali, morave e bulgare venne conservata. Alcune delle recensioni più tarde della lingua (chiamata slavo ecclesiastico) sono croate, serbe e russe.

#### Recensioni croate
Le recensioni croate dello slavo ecclesiastico antico sono tra le più recenti conosciute al giorno d'oggi. Veniva usato solo l'alfabeto glagolitico. I suoni nasali [ą] e [ę] erano stati sostituiti con [o] e [u] e i protoslavi *tj e *dj si erano fusi insieme.

#### Recensioni russe
Le recensioni russe si svilupparono dopo il X secolo sulla base delle prime recensioni bulgare dalle quali differivano leggermente. Le caratteristiche principali sono:
- sostituzione del suono nasale [ą] con [u]
- fusione delle lettere [ě] e [ja]

#### Recensioni serbe
Le recensioni serbe vennero scritte con l'alfabeto glagolitico all'inizio, poi passarono all'alfabeto cirillico. Apparvero nel XII secolo sulla base delle recensioni bulgare orientali:
- le vocali nasali [ą] e [ę] vennero rimpiazzate da [u] e [e]
- uso dei segni diacritici dalle recensioni di Resava
- uso delle lettere [i], [y], [ě] per il suono /i/ nelle recensioni bosniache

## Grammatica

### Declinazione
L'antico slavo ecclesiastico presenta un sistema di declinazioni, che si articola nei seguenti casi:
- Nominativo: Equivalente al caso latino, viene utilizzato anche per il predicato nominale positivo, a differenza delle moderne lingue slave.
- Genitivo: Equivalente al caso latino, viene anche utilizzato per un predicato nominale negativo e come secondo termine di una comparazione.
- Dativo: Equivalente al caso latino, ma anche come adessivo con la preposizione къ (vado da Marco, Идѫ къ Маркꙋ).
- Accusativo: Equivalente al caso latino. Nella declinazione della O, per i nomi animati, a volte le forme del genitivo vengono usate per l'accusativo. La formazione accusativo con infinito tipica di latino e greco non è nativa allo slavonico ed esiste soltanto in traduzioni più letterali dal greco.
- Vocativo: Equivalente al caso latino. Spesso è preceduto dall'interiezione ѽ, presa direttamente dal greco.
- Strumentale: Parzialmente equivalente all'ablativo latino. Nello Slavonico più recente, prende anche la funzione di predicato nominale positivo.
- Locativo: Equivalente al caso latino se senza preposizione, parzialmente all'ablativo con certe preposizioni.

Sono poi presenti tre diversi numeri: il singolare, il duale ed il plurale.
Una pecularità della declinazione è che le tre consonanti velari, к, г, х sono soggette a palatalizzazione davanti a tutte le vocali frontali (ь, є, ѣ, и, ї, ...) diventando ч, ж, ш. Tuttavia, nella declinazione dei sostantivi, se davanti a ѣ e al nominativo e vocativo plurale della declinazione della O, si palatalizzano invece in ц, ѕ, с.
Si ricordi che, per motivi ortografici, le lettere iotizzate vengono scritte senza iota dopo le post-alveolari.

#### Declinazione della O
Corrispondente alla seconda declinazione latina, i nomi di questa declinazione sono maschili o neutri. Segue una tabella generica che indica prima la forma non-iotizzata e poi la forma iotizzata. Bisogna aggiungere che alcuni nomi presentano il suffisso -анинъ/-ꙗнинъ al singolare e al duale, ma lo perdono al plurale.
Tabella maschile:
|             | Singolare | Duale    | Plurale  |
| Nominativo  | ъ, ь      | а, ꙗ     | и, и     |
| Genitivo    | а, ꙗ      | ꙋ, ю     | ъ, ь     |
| Dativo      | ꙋ, ю      | ома, ѥма | омъ, ѥмъ |
| Accusativo  | ъ, ь      | а, ꙗ     | ꙑ, ѩ     |
| Vocativo    | є, ю      | а, ꙗ     | и, и     |
| Strumentale | омь, ѥмь  | ома, ѥма | ꙑ, и     |
| Locativo    | ѣ, и      | ꙋ, ю     | ѣхъ, ихъ |

Tabella neutra:
|             | Singolare | Duale    | Plurale  |
| Nominativo  | о, ѥ      | ѣ, и     | а, ꙗ     |
| Genitivo    | а, ꙗ      | ꙋ, ю     | ъ, ь     |
| Dativo      | ꙋ, ю      | ома, ѥма | омъ, ѥмъ |
| Accusativo  | о, ѥ      | ѣ, и     | а, ꙗ     |
| Vocativo    | о, ѥ      | ѣ, и     | а, ꙗ     |
| Strumentale | омь, ѥмь  | ома, ѥма | ꙑ, и     |
| Locativo    | ѣ, и      | ꙋ, ю     | ѣхъ, ихъ |

#### Declinazione della A
Corrisponde alla prima declinazione latina. Segue tabella iotizzata e non-iotizzata. Sono compresi anche alcuni nomi femminili il cui nominativo termina in -ни, ma che per il resto seguono la declinazione iotizzata.
|             | Singolare | Duale    | Plurale  |
| Nominativo  | а, ꙗ      | ѣ, и     | ꙑ, ѩ     |
| Genitivo    | ꙑ, ѩ      | ꙋ, ю     | ъ, ь     |
| Dativo      | ѣ, и      | ама, ꙗма | амъ, ꙗмъ |
| Accusativo  | ѫ, ѭ      | ѣ, и     | ꙑ, ѩ     |
| Vocativo    | о, ѥ      | ѣ, и     | ꙑ, ѩ     |
| Strumentale | оѭ, ѥѭ    | ама, ꙗма | ами, ꙗми |
| Locativo    | ѣ, и      | ꙋ, ю     | ахъ, ꙗхъ |

#### Declinazione della I
Corrispondente parzialmente alla terza declinazione latina, si declina secondo la tabella seguente. Il tema non è soggetto a palatalizzazione.
|             | Singolare                     | Duale | Plurale |
| Nominativo  | ь                             | и     | ьѥ      |
| Genitivo    | и                             | ью    | ьи      |
| Dativo      | и                             | ьма   | ьмъ     |
| Accusativo  | ь                             | и     | и       |
| Vocativo    | и                             | и     | и       |
| Strumentale | ьмь (maschile) ьѭ (femminile) | ьма   | ьми     |
| Locativo    | и                             | ью    | ьхъ     |

#### Declinazione della U
Corrispondente alla quarta declinazione latina, si divide in breve e lunga.
Tabella breve:
|             | Singolare | Duale | Plurale |
| Nominativo  | ъ         | ꙋ     | овє     |
| Genitivo    | ꙋ         | овꙋ   | овъ     |
| Dativo      | ови       | ъма   | ъмъ     |
| Accusativo  | ъ         | ꙋ     | ꙋ       |
| Vocativo    | ꙋ         | ꙋ     | овє     |
| Strumentale | ъмь       | ъма   | ъми     |
| Locativo    | ꙋ         | овꙋ   | ъхъ     |

Tabella lunga:
|             | Singolare | Duale | Plurale |
| Nominativo  | ꙑ         | ъви   | ъви     |
| Genitivo    | ъвє       | ъвꙋ   | ъвъ     |
| Dativo      | ъви       | ъвама | ъвамъ   |
| Accusativo  | ъвь       | ъви   | ъви     |
| Vocativo    | ꙋ         | ъви   | ъви     |
| Strumentale | ъвью      | ъвама | ъвами   |
| Locativo    | ъвє       | ъвꙋ   | ъвахъ   |

#### Declinazione della N
Nella tabella viene prima indicata la desinenza maschile, poi quella neutra se diversa.
|             | Singolare | Duale         | Plurale  |
| Nominativo  | ꙋ, ѧ      | єни, єнѣ/єни  | єнє, єна |
| Genitivo    | єнє, єнѣ  | єнꙋ           | єнъ      |
| Dativo      | єни       | єньма         | єньмъ    |
| Accusativo  | єнь, ѧ    | єни, єнѣ/єни  | єни, єна |
| Vocativo    | ꙋ, ѧ      | єни, єнѣ/єни  | єни, єна |
| Strumentale | єньмь     | єньма         | єньми    |
| Locativo    | єнє       | єнꙋ, єнѣ, єни | єньхъ    |

#### Declinazione della S
Composta interamente da nomi neutri.
|             | Singolare | Duale | Plurale |
| Nominativo  | о         | єсѣ   | єса     |
| Genitivo    | єсє       | єсꙋ   | єсъ     |
| Dativo      | єси       | єсьма | єсьмъ   |
| Accusativo  | о         | єсѣ   | єса     |
| Vocativo    | о         | єсѣ   | єса     |
| Strumentale | єсьмь     | єсьма | єсꙋ     |
| Locativo    | єсє       | єсꙋ   | єсьхъ   |

#### Declinazione della T
|             | Singolare | Duale | Plurale |
| Nominativo  | ѧ         | ѧтѣ   | ѧта     |
| Genitivo    | ѧтє       | ѧтꙋ   | ѧтъ     |
| Dativo      | ѧти       | ѧтьма | ѧтьмъ   |
| Accusativo  | ѧ         | ѧтѣ   | ѧта     |
| Vocativo    | ѧ         | ѧтѣ   | ѧта     |
| Strumentale | ѧтьмь     | ѧтьма | ѧтꙋ     |
| Locativo    | ѧтє       | ѧтꙋ   | ѧтьхъ   |

#### Declinazione della R
|             | Singolare | Duale | Plurale |
| Nominativo  | и         | єри   | єри     |
| Genitivo    | єрє       | єрꙋ   | єръ     |
| Dativo      | єри       | єрьма | єрьмъ   |
| Accusativo  | єрь       | єри   | єри     |
| Vocativo    | и         | єри   | єри     |
| Strumentale | єрьѭ      | єрьма | єрьми   |
| Locativo    | єри       | єрꙋ   | єрьхъ   |

#### Aggettivi
Gli aggettivi hanno due diversi paradigmi. Il primo, detto corto, declina come la declinazione nominale equivalente. Il secondo, detto lungo, aggiunge insieme la declinazione del pronome di terza persona и se termina per vocale o usa il pronome declinato come desinenza se termina in consonante (caso particolare il nominativo singolare maschile che è in -ꙑи). La forma lunga è equivalente ad una forma determinata (добръ мѫжь = un uomo buono, добрꙑи мѫжь = l'uomo buono).

Segue la tabella della declinazione lunga di un aggettivo, con l'asterisco indicante palatalizzazione.
|             | Singolare | Singolare | Singolare | Duale    | Duale     | Duale  | Plurale  | Plurale   | Plurale |
|             | Maschile  | Femminile | Neutro    | Maschile | Femminile | Neutro | Maschile | Femminile | Neutro  |
| ----------- | --------- | --------- | --------- | -------- | --------- | ------ | -------- | --------- | ------- |
| Nominativo  | -ꙑи       | -аꙗ       | -оѥ       | -аꙗ      | *-ѣи      | *-ѣи   | *-ии     | -ꙑѩ       | -аꙗ     |
| Genitivo    | -аѥго     | -ъѩ       | -аѥго     | -ꙋю      | -ꙋю       | -ꙋю    | -ꙑихъ    | -ꙑихъ     | -ꙑихъ   |
| Dativo      | -ꙋѥмꙋ     | *-ѣи      | -ꙋѥмꙋ     | -ꙑима    | -ꙑима     | -ꙑима  | -ꙑимъ    | -ꙑимъ     | -ꙑимъ   |
| Accusativo  | -ꙑи       | -ѫѭ       | -оѥ       | -аꙗ      | *-ѣи      | *-ѣи   | -ꙑѩ      | -ꙑѩ       | -аꙗ     |
| Vocativo    | -ꙑи       | -оѥ       | -аꙗ       | -аꙗ      | *-ѣи      | *-ѣи   | *-ии     | -ꙑѩ       | -аꙗ     |
| Strumentale | -ꙑимь     | -ѭ        | -ꙑимь     | -ꙑима    | -ꙑима     | -ꙑима  | -ꙑими    | -ꙑими     | -ꙑими   |
| Locativo    | *-ѣѥмь    | *-ѣи      | *-ѣѥмь    | -ꙋю      | -ꙋю       | -ꙋю    | -ꙑихъ    | -ꙑихъ     | -ꙑихъ   |

Per fare una comparazione, si usa sempre l'aggettivo lungo (e infatti i comparativi sono sempre lunghi), col termine di comparazione da нєжєли (per l'uguaglianza, si usa però такъ ... какъ). Il comparativo dell'aggettivo viene formato con l'aggiunta dei suffissi -їи, -ѣи, preferendo il primo con gli aggettivi con tono discendente sulla sillaba accentata, e il secondo con tono ascendente. Il tono non viene specificato nell'ortografia solita. Segue la tabella di declinazione, definita e indefinita, del primo set del comparativo. 

|             | Singolare | Singolare | Singolare | Duale    | Duale     | Duale  | Plurale  | Plurale   | Plurale |
|             | Maschile  | Femminile | Neutro    | Maschile | Femminile | Neutro | Maschile | Femminile | Neutro  |
| ----------- | --------- | --------- | --------- | -------- | --------- | ------ | -------- | --------- | ------- |
| Nominativo  | -їи       | -ьши      | -ѥ        | -ьша     | -ьши      | -ьши   | -ьшє     | -ьшѧ      | -ьша    |
| Genitivo    | -ьша      | -ьшѧ      | -ьша      | -ьшꙋ     | -ьшꙋ      | -ьшꙋ   | -ьшь     | -ьшь      | -ьшь    |
| Dativo      | -ьшꙋ      | -ьши      | -ьшꙋ      | -ьшєма   | -ьшама    | -ьшєма | -ьшємъ   | -ьшамъ    | -ьшємъ  |
| Accusativo  | -ьшь      | -ьшѫ      | -є        | -ьша     | -ьши      | -ьши   | -ьшѧ     | -ьшѧ      | -ьша    |
| Vocativo    | -ьшꙋ      | -ьшє      | -ьшє      | -ьша     | -ьши      | -ьши   | -ьши     | -ьшѧ      | -ьша    |
| Strumentale | -ьшємь    | -ьшєѭ     | -ьшємь    | -ьшєма   | -ьшама    | -ьшєма | -ьшємъ   | -ьшамъ    | -ьшємъ  |
| Locativo    | -ьши      | -ьши      | -ьши      | -ьшꙋ     | -ьшꙋ      | -ьшꙋ   | -ьшихъ   | -ьшахъ    | -ьшихъ  |

Il superlativo dell'aggettivo viene formato anteponendo al comparativo i prefissi наи-, прѣ- o l'avverbio ѕѣло.

Per creare degli avverbi dagli aggettivi, basta utilizzare il neutro nominativo o locativo singolare in forma corta; fanno eccezione gli aggettivi col suffisso -ьскъ, che hanno avverbi in -ьскꙑ.

Gli aggettivi possessivi sono мои, твои per il singolare, нашь, вашь per duale e plurale. L'aggettivo possessivo riflessivo è свои, mentre per la terza persona viene usato il semplice genitivo, come in latino.

#### Pronomi
I pronomi personali declinano secondo la seguente tabella. Come nelle altre lingue slave, il pronome riflessivo non viene usato soltanto per la III persona.
| Singolare   | I persona | II persona | Riflessivo |
| ----------- | --------- | ---------- | ---------- |
| Nominativo  | азъ       | тꙑ         | —          |
| Genitivo    | мене      | тебе       | себе       |
| Dativo      | мьнѣ, ми  | тебѣ, ти   | себѣ, си   |
| Accusativo  | мѧ        | тѧ         | сѧ         |
| Strumentale | мъноѭ     | тобоѭ      | собоѭ      |
| Locativo    | мьнѣ      | тебѣ       | себѣ       |
| Duale       | I persona | II persona | Riflessivo |
| Nominativo  | вѣ        | ва         | —          |
| Genitivo    | наю       | ваю        | себе       |
| Dativo      | нама, на  | вама, ва   | себѣ, си   |
| Accusativo  | на        | ва         | сѧ         |
| Strumentale | нама      | вама       | собоѭ      |
| Locativo    | наю       | ваю        | себѣ       |
| Plurale     | I persona | II persona | Riflessivo |
| Nominativo  | мꙑ        | вꙑ         | —          |
| Genitivo    | насъ      | васъ       | себе       |
| Dativo      | намъ, нꙑ  | вамъ, вꙑ   | себѣ, си   |
| Accusativo  | нꙑ        | вꙑ         | сѧ         |
| Strumentale | нами      | вами       | собоѭ      |
| Locativo    | насъ      | васъ       | себѣ       |

Il pronome di terza persona, invece, declina come segue. Da notare che il nominativo non viene mai utilizzato da solo, ma è presente nella declinazione lunga degli aggettivi. Il pronome relativo si ottiene aggiungendo -жє al pronome di terza persona. Altro particolare è che, se preceduto da preposizioni, al pronome viene anteposta una н.
| Singolare   | Maschile | Femminile | Neutro |
| ----------- | -------- | --------- | ------ |
| Nominativo  | (и)      | (ꙗ)       | (ѥ)    |
| Genitivo    | ѥго      | ѥѩ        | ѥго    |
| Dativo      | ѥмꙋ      | ѥи        | ѥмꙋ    |
| Accusativo  | и        | ѭ         | ѥ      |
| Strumentale | имь      | ѥѭ        | имь    |
| Locativo    | ѥмь      | ѥи        | ѥмь    |
| Duale       | Maschile | Femminile | Neutro |
| Nominativo  | (ꙗ)      | (и)       | (и)    |
| Genitivo    | ѥю       | ѥю        | ѥю     |
| Dativo      | има      | има       | има    |
| Accusativo  | ꙗ        | и         | и      |
| Strumentale | има      | има       | има    |
| Locativo    | ѥю       | ѥю        | ѥю     |
| Plurale     | Maschile | Femminile | Neutro |
| Nominativo  | (и)      | (ѩ)       | (ꙗ)    |
| Genitivo    | ихъ      | ихъ       | ихъ    |
| Dativo      | имъ      | имъ       | имъ    |
| Accusativo  | ѩ        | ѩ         | ꙗ      |
| Strumentale | ими      | ими       | ими    |
| Locativo    | ихъ      | ихъ       | ихъ    |

Il pronome interrogativo declina come segue:
|             | Maschile o femminile | Neutro |
| ----------- | -------------------- | ------ |
| Nominativo  | къто                 | чьто   |
| Genitivo    | кого                 | чєсо   |
| Dativo      | комꙋ                 | чєсмꙋ  |
| Accusativo  | кого                 | чьто   |
| Strumentale | цѣмь                 | чимь   |
| Locativo    | комь                 | чємь   |

A questi vanno aggiunti l'aggettivo interrogativo кꙑи (quale; declina come un aggettivo lungo da *къ, ка, ко) e l'aggettivo possessivo interrogativo чии (declina come un aggettivo lungo da *чь, ча, чє).

L'aggiunta dei prefissi ни-, нѣ- conferisce all'aggettivo un valore negativo (non chi = nessuno) od indefinito (dei chi = qualcuno).

Altri pronomi importanti da ricordare sono:
- сь (questo)
- тъ (codesto)
- онъ/овъ (quello)
- оба (entrambi)

#### Correlativi
Una classe peculiare di avverbi sono i correlativi, sintetizzati nella seguente tabella:
| Parola base    | къто (Interrogativo) | и (Anaforico e relativo) | инъ (Alloforico) | онъ (Distale) | овъ (Distale) | сь (Prossimale) | тъ (Mediale) | вьсь (Totale) |
| -------------- | -------------------- | ------------------------ | ---------------- | ------------- | ------------- | --------------- | ------------ | ------------- |
| Tempo          | къгда                | ѥгда                     | иногда           | оногда        | овогда        | сьгда           | тъгда        | вьсєгда       |
| Destinazione   | кѫдѣ                 | ѭдꙋ                      | инѫдꙋ            | онѫдꙋ         | овѫдꙋ         | сѫдꙋ            | тѫдꙋ         | вьсѫдꙋ        |
| Stato in luogo | камо                 | ꙗмо                      | инамо            | онамо         | овамо         | сѣмо            | тамо         | вьсѣмо        |
| Stato in luogo | къдє                 | идє                      | инъдє            | онъдє         | овъдє         | сьдє            | тꙋ           | вьсьдє        |
| Maniera        | како                 | ꙗко                      | инако            | онако         | овако         | сицє            | тако         | вьсѣкъ        |
| Quantità       | колико               | ѥлико                    | инолико          | онолико       | оволико       | сєлико          | толико       | —             |

#### Numeri
Nell'antico slavo ecclesiastico, le cifre dall'uno al quattro sono aggettivi, mentre dal cinque in poi sono sostantivi. Il che significa che, mentre tutti i numeri che terminano dall'uno al quattro saranno declinati in genere, numero e caso assieme al numerale, dal cinque in poi solo il numerale viene declinato, mentre il conteggiato rimane al genitivo plurale.
I numeri sono:
1. єдинъ, єдина, єдино
2. дъва, дъвѣ, дъва
3. трьѥ, три, три
4. чєтꙑрє, чєтꙑри, чєтꙑри
5. пѧть
6. шєсть
7. сєдмь
8. осмь
9. дєвѧть
10. дєсѧть

Dopodiché, viene aggiunta la costruzione indeclinabile на дєсѧтє ("-dici") fino al 19.
Per le decine, invece, si declina il sostantivo дєсѧть. Ad esempio, 20 diventa дъва десѧти.
Allo stesso modo ci si comporta per centinaia e migliaia, dove le parole basi sono съто per cento e тꙑсѫщи per mille.
Altri numeri superiori esistono, come тьма per diecimila, лег҄еонъ per centomila, лєѡдръ per il milione, вранъ per dieci milioni, глада per cento milioni e тьма тьмъ per il miliardo; ma tutti questi numeri sono stati introdotti in seguito e nascono in maniera figurativa.
I numeri ordinali, invece, sono semplici aggettivi sempre di forma lunga:
1. прьвꙑи
2. вьторꙑи
3. трєтїи
4. чєтврьтꙑи
5. пѧтꙑи

E così via, aggiungendo semplicemente l'ꙑи al tema senza desinenze della parte declinabile del numerale.
Nell'esprimere le date, il giorno è considerato come un ordinale e il mese è al genitivo (ad esempio сєдьмꙑи Дєкѧбрїꙗ, 7 dicembre ma letteralmente "il settimo (giorno) di Dicembre"). Ci sono due set di nomi diversi, uno tratto dal nome latino, l'altro col nome slavo nativo:
1. Їанꙋарїи oppure Просиньць
2. Фєврꙋарїи oppure Сѣчьнъ ("del taglio")
3. Мартїи oppure Сꙋхъ ("secco")
4. Апрїлїи oppure Брѣзьнъ ("delle betulle")
5. Маїи oppure Трѣвьнъ ("dell'erba")
6. Їꙋнїи oppure Изокъ
7. Їꙋлїи oppure Чръвлѥнꙑи ("cremisi")
8. Аѵгꙋстъ oppure Зарєвъ ("brillante")
9. Сєптѧбрїи oppure Рꙋинъ ("rosso")
10. Октѡбрїи oppure Листопадъ ("caduta delle foglie")
11. Ноѩбрїи oppure Грꙋдьнъ ("delle cataste")
12. Дєкѧбрїи oppure Стꙋдєнъ ("freddo")

### Coniugazione
Il verbo è indicato sui dizionari con l'infinito e la prima e seconda persona del presente (ad esempio, дѣꙗти, дѣѭ, дѣѥши).

L'infinito del verbo, che esiste solo come presente attivo (fare), si ottiene aggiungendo il suffisso -ти al tema del presente, con pochi cambiamenti da notare scritti di seguito. Il supino del verbo sostituisce la и finale dell'infinito con una ъ.
- Per i verbi con tema in -ꙋ, l'infinito finisce in -овати;
- Per i verbi in velare, questa cade e l'infinito viene fatto con -щи;
- Per i verbi in dentale, la dentale si assimila in -с, e l'infinito sarà quindi in -сти;
- Per tutti gli altri verbi in consonante, la consonante finale si desonorizza a contatto col suffisso.

Come in tutte le lingue slave, i verbi possono avere un aspetto perfettivo od imperfettivo. La differenza, approssimata in italiano, sarebbe grossomodo equivalente alla distinzione fra starsi sedendo (perfettivo) e star seduti (imperfettivo). Non è solitamente possibile prevedere dalla forma del verbo quale sia la natura aspettuale di esso. Non tutti i verbi, inoltre, posseggono equivalenti dell'altro aspetto. Alcuni, pochi, verbi hanno natura ambi-aspettuale (come видѣти, vedere). A differenza di molte lingue slave, il presente di un verbo perfettivo non ha valore futuro.

Così come in altre lingue slave, in slavo ecclesiastico i verbi hanno solo diatesi attiva. La forma riflessiva si ottiene aggiungendo la parola сѧ dopo il verbo.

#### Presente
Le desinenze personali sono: -ѫ, -ши, -тъ al singolare, -вѣ, -та, -тє al duale, -мъ, -тє, -Vтъ al plurale. La prima persona singolare è in -ѫ davanti a consonanti, in -ѭ davanti a vocali.
Nei verbi il cui tema termina in -и, -ѣ, -ша, la terza persona plurale userà la vocale ѧ; tutti gli altri verbi usano la vocale ѫ.
Fra le desinenze non-vocaliche (cioè, a parte la prima singolare e la terza plurale) ed il tema, se questo termina in vocale (tranne i verbi col tema in -ша-, che usano interfisso ѥ; col tema in -а, -ꙗ, -ѣ che perdono questa vocale e usano l'interfisso ѥ), verrà utilizzato l'interfisso и e sono palatalizzate anche alla prima persona singolare (ricordare che д, т palatalizzano però in жд, щ); altrimenti si userà є (con palatalizzazione).
Verbi irregolari al presente sono i seguenti:

#### Aoristo
L'aoristo indica un'azione del passato, avvenuta una sola volta o comunque la cui durata non è influente per la frase. Con i verbi imperfettivi, dunque, l'aoristo funziona come un passato remoto italiano, mentre con i verbi perfettivi è un passato prossimo.
Ci sono tre modi di formare l'aoristo: sigmatico, asigmatico, moderno.
Le desinenze dell'aoristo sono -ъ, -ѥ, -ѥ; -омъ, -ѥтє, -ѫ; -овѣ, -ѥта, -ѥтє nella forma asigmatica, -ъ, *-є, *-є; -омъ, -тє, -ѩ; -овѣ, -та, -тє nelle altre due formazioni.
La formazione dell'aoristo sigmatico è ...

#### Imperfetto
L'imperfetto indica un azione in corso di svolgimento nel passato. Per questa ragione, solitamente i verbi perfettivi non hanno una forma dell'imperfetto di uso comune.
L'imperfetto viene realizzato con un interfisso ѣах- (palatalizzato in ѣаш-) e le desinenze dell'aoristo asigmatico. Se il tema del verbo è già in а, ꙗ, ѣ, la yat dell'interfisso si perde.

#### Imperativo
L'imperativo si forma dallo stesso tema del presente, senza interfisso, ma con le desinenze —, -и, -и per il singolare, -ивѣ, -ита, — per il duale e -имъ, -итє, — per il plurale.

#### Altri tempi
Solo il verbo essere possiede il futuro e il condizionale.
Sono possibili anche dei tempi composti secondo il seguente schema:
- Perfetto: Participio in L con il verbo essere al presente
- Piuccheperfetto: Participio in L con il verbo essere al perfetto, imperfetto o aoristo
- Futuro perfetto: Participio in L con il verbo essere al futuro
- Condizionale perifrastico: Participio in L con il verbo essere al condizionale

L'avverbio да può essere anteposto al verbo per dare una sfumatura ottativa (simile al congiuntivo italiano nelle proposizioni principali).

#### Participi
Nell'antico slavo ecclesiastico esistono cinque diversi participi:
- Participio presente attivo: di significato simile all'italiano facente, la sua formazione parte dalla terza persona plurale dell'indicativo, cui va tolto -тъ e si aggiunge -щ al tema e si declina come aggettivo sempre corto. Il nominativo maschile singolare (e il plurale, che si forma aggiungendo una semplice и al singolare) e i casi retti del neutro singolare invece, anziché aggiungere -щ:
  - Non aggiungono nulla nei verbi che fanno uso di ѧ/ѩ alla terza persona plurale. Ad esempio, любѩтъ → любѩ;
  - Se iotizzata, sostituiscono la vocale -ѭ con -ѩ;
  - Sostituiscono la vocale con -ꙑ gli altri verbi. Ad esempio, грєбѫтъ → грєбꙑ.
- Participio presente passivo (o participio in M): si forma dal tema del presente, con interfisso, cui aggiungere -мъ e viene poi declinato come aggettivo. Può essere utilizzato per creare dei tempi passivi perifrastici con l'ausilio del verbo essere.
- Participio passato attivo: Il significato è simile al participio presente composto italiano (avente fatto). La formazione è semplice: preso il tema del presente, si aggiunge -ъ (e poi declina come il participio presente attivo con -ъш-). Tuttavia, per i verbi con tema in vocale, si aggiunge l'interfisso -в- (ovvero, il participio è in -въ). Eccezione è il verbo ити (andare) con participio шьдъ.
- Participio passato passivo: Il significato è praticamente sovrapponibile al participio passato italiano e la formazione è di tre tipi diversi:
  - Se il tema verbale è in consonante oppure in -и, -ꙑ si usa l'interfisso -єн- (che si mischia dunque a questa vocale finale formando -*ѥн-, -ъвєн-) oppure si usa semplicemente -т- come interfisso;
  - Se il tema verbale è in -ѣ, -ꙗ, si usa l'interfisso -н-;
  - Altrimenti, terminando il tema in qualunque altra vocale, si usa l'interfisso -т-.

Il risultato così ottenuto è poi declinato come un aggettivo corto.
- Participio in L: occorre semplicemente cambiare il -ти del presente con -лъ (ricordandosi, però, che l'infinito presenta assimilazioni consonantiche non presenti nel participio: *могти → мощи con participio моглъ) e poi declinare come aggettivo. Questo participio, ereditato dal protoslavo, è un participio resultativo. Bisogna considerarlo vagamente come un participio passato italiano, ma di valore attivo.

#### Verbi irregolari
Alcuni verbi sono irregolari al presente.
- дати (dare), che fa дамь, даси, дастъ - давѣ, даста, дастє - дамъ, дастє, дадѧтъ e ha l'imperativo singolare даждь (possiamo pensare ad un tema дад-);
- ѣсти/ꙗсти (mangiare), che coniuga similmente al verbo di sopra usando ѣд-/ѥс- come tema.
- вѣдѣти (sapere), che coniuga similmente al verbo di sopra usando вѣд- come tema.
- имѣти (avere), che usa il tema има-, ma coniuga regolarmente.
- имати (acquisire), che usa invece il tema ѥмл҄-.
- ѩти (prendere), che usa il tema им-.

Il verbo essere, бꙑти, è molto irregolare e viene coniugato come segue:
|                           | Presente | Imperfetto | Aoristo | Futuro | Imperativo | Aoristo perfetto |
| ------------------------- | -------- | ---------- | ------- | ------ | ---------- | ---------------- |
| Prima persona singolare   | есмь     | бѣахъ      | бѣхъ    | бѫдѫ   | бѫдѣмь     | бꙑхъ             |
| Seconda persona singolare | єси      | бѣашє      | бѣ      | бѫдєши | бѫди       | бꙑ(стъ)          |
| Terza persona singolare   | єстъ     | бѣашє      | бѣ      | бѫдєтъ | бѫди       | бꙑ(стъ)          |
| Prima persona duale       | єсвѣ     | бѣаховѣ    | бѣховѣ  | бѫдєвѣ | бѫдѣвѣ     | бꙑховѣ           |
| Seconda persona duale     | єста     | бѣашєта    | бѣста   | бѫдєтє | бѫдѣта     | бꙑста            |
| Terza persona duale       | єстє     | бѣашєтє    | бѣстє   | бѫдємъ | бѫдѣтє     | бꙑстє            |
| Prima persona plurale     | єсмъ     | бѣахомъ    | бѣхомъ  | бѫдєтє | бѫдѣмъ     | бꙑхомъ           |
| Seconda persona plurale   | єстє     | бѣашєтє    | бѣстє   | бѫдѫтъ | бѫдѣтє     | бꙑстє            |
| Terza persona plurale     | сѫтъ     | бѣахѫ      | бѣшѧ    | бѫдѫ   | бѫдѫ       | бꙑшѧ             |

Particolarità del verbo essere è che al presente, le forme che iniziano per vocale si possono fondere con la particella negativa, ad esempio нє єсмь → нѣсмь.
I suoi participi, invece, sono regolarmente derivati: сꙑ (presente attivo), бꙑвъ (passato attivo), бꙑлъ (participio in L) e anche бѫдꙑ (futuro). Una forma non-grammaticale del verbo è ѥша (così sia).

## Autori
La storia dello slavo ecclesiastico antico scritto include una tradizione settentrionale iniziata dalla missione nella Grande Moravia, inclusa una breve missione nel Principato di Balaton, e una tradizione bulgara, iniziata da alcuni missionari che si stanziarono in Bulgaria dopo l'espulsione dalla Grande Moravia.
I primi scritti dello slavo ecclesiastico antico, traduzioni di testi biblici, vennero prodotti dai missionari bizantini San Cirillo e San Metodio, soprattutto durante la missione nella Grande Moravia.
I più importanti autori della lingua dopo la morte dei due creatori e la dissoluzione dell'Accademia della Grande Moravia erano Clemente di Ocrida, Costantino di Preslav e Černorizec Hrabăr, i quali lavorarono tutti nella Bulgaria medievale alla fine del IX secolo e all'inizio del X secolo.

## Nomenclatura
Il nome originale della lingua in slavo ecclesiastico antico era semplicemente "slavo"  (словѣньскъ), così come i nomi slavi moderni della lingua sono derivati dalle parole vecchie e nuove per "slavi". La pronuncia della vecchia parola per "slavi" doveva essere approssimativamente slovéne al tempo.
La lingua viene chiamata a volte "slavo antico" ma è un termine da evitare perché può essere confuso con la lingua protoslava alla base di tutte le lingue slave.
Il nominativo bulgaro antico (in tedesco Altbulgarisch) venne introdotto nel XIX secolo da linguisti autorevoli come August Schleicher, Martin Hattala e Leopold Geitler che fecero notare che le caratteristiche linguistiche delle prime opere letterarie balcaniche erano le stesse del bulgaro. Per ragioni simile il linguista russo Aleksandr Vostokov usò il termine slavobulgaro. Questa denominazione è considerata oggi scorretta, perché implicherebbe che lo slavo ecclesiastico antico sia stato l'avo della sola lingua bulgara, e che tutti i manoscritti avrebbero una connessione col bulgaro.
Il termine oggi accettato è slavo ecclesiastico antico, anche se bulgaro antico può essere trovato in varie fonti ed è l'unico nominativo usato dai linguisti bulgari.

### Nomenclatura moderna
Qui ci sono alcuni nomi con cui viene indicato lo slavo ecclesiastico antico nelle lingue slave:
- Bulgaro: старобългарски (starobălgarski), letteralmente "bulgaro antico"
- Ceco: staroslověnština
- Croato: starocrkveni slavenski o staroslavenski
- Macedone: старословенски (staroslovenski)
- Polacco: staro-cerkiewno-słowiański
- Russo: старославянский язык (staroslavjánskij jazýk); древнеболгарский (drevnebolgarskij)
- Serbo: старословенски (staroslovenski)
- Slovacco: cirkevná staroslovančina
- Sloveno: starocerkvenoslovanščina
- Ucraino: старословянська мова (staroslovjans′ka mova)

## Esempi

### Padre nostro
| In Cirillico | Trascrizione latina |
| --- | --- |
| Отьчє нашь· ижє ѥси на нєбєсѣхъ: да свѧтитъ сѧ имѧ Твоѥ· да придєтъ цѣсар҄ьствиѥ Твоѥ· да бѫдєтъ волꙗ Твоꙗ ꙗко на нєбєси и на ꙁємл҄и: хлѣбъ нашь насѫщьнꙑи даждь намъ дьньсь· и отъпоусти намъ длъгꙑ нашѧ ꙗко и мꙑ отъпоущаѥмъ длъжьникомъ нашимъ· и нє въвєди насъ въ искоушєниѥ· нъ иꙁбави нꙑ отъ нєприꙗꙁни: ꙗко твоѥ ѥстъ цѣсар҄ьствиѥ и сила и слава въ вѣкꙑ вѣкомъ Аминь჻ | Otĭče našĭ iže jesi na nebesĭchŭ Da svętitŭ sę imę tvoje Da priidetŭ cĕsarĭstvije tvoje Da bǫdetŭ volja tvoja jako na nebesi i na zemli Chlĕbŭ našĭ nasjǫš'nyj daždĭ namŭ dĭnĭsĭ I ostavi namŭ dlĭgy našę Jako i my ostavljajemŭ dlĭžĭnikomŭ našimŭ I ne vŭvedi nasŭ vŭ napastĭ No izbavi ny otŭ neprijazni Jako tvoje jestŭ cěsaŕĭstvije i sila i slava vŭ věky věkomŭ. Aminŭ. |

### Grammatiche

#### In italiano
- Nicoletta Marcialis, Introduzione alla lingua paleoslava, Firenze, Firenze University Press, 2005, ISBN 0-415-28078-8
- Lilia Skomorochova Venturini, Corso di lingua paleoslava. Grammatica, Pisa, Edizioni ETS, 2000, ISBN 88-467-0332-4
- Natalino Radovich, Slavo ecclesiastico antico. Grammatica e bibliografia, Napoli, Istituto Universitario Orientale, 1965
- Carlo Verdiani, Manuale di slavo antico, Firenze, Sansoni, 1956

#### In altre lingue
- (EN)  Anna Polivanova, Old Church Slavic. Grammar and Dictionaries, a cura di Artemij Keidan, trad. in inglese di Lev Blumenfeld, Firenze, Firenze University Press, 2023, ISBN 979-12-215-0104-9
- (DE)  Nicolina Trunte, Kirchenslawisch in 14 Lektionen, Wiesbaden, Harrassowitz Verlag, 2022 [2017], ISBN 978-3-447-11944-3
- (EN)  Boris Gasparov, Old Church Slavic, München, Lincom, 2001, ISBN 978-3895868894
- (EN)  Alypy Gamanovich, John Shaw, Grammar of the Church Slavic Language, Jordanville (NY) USA, Holy Trinity Monastery, 2001, ISBN 978-0884650645
- (EN)  William R. Schmalstieg, An Introduction to Old Church Slavic, Columbus (OH) USA, Slavica, 1983 [1976], ISBN 0-89357-107-5
- (FR)  Alexandre Chodzko, Grammaire paléoslave, suivie de textes paléoslaves, Paris, Maisonneuve, 1869 (Varie riedizioni disponibili)
- (LA)  Josef Dobrovský, Institutiones linguae Slavicae dialecti veteris (Regole del dialetto antico della lingua slava), 1822

### Studi linguistici e letterari
- (IT)  Univ. di Trieste/Univ. di Udine, Slavo ecclesiastico antico: problemi e prospettive, in: "Incontri linguistici" no. 28, Pisa-Roma, Istituti editoriali e poligrafici internazionali, 2005, pp. 9–126
- (EN)  Henry R. Cooper, Slavic Scriptures: The Formation of the Church Slavonic Version of the Holy Bible, Londra, Associated University Presses, 2003, ISBN 0-8386-3972-0
- (IT)  Lavinia Borriero Picchio, Storia della letteratura bulgara. Con un profilo della letteratura paleoslava, Collana Le letterature del mondo, Firenze, Sansoni, 1969 [1957]